# Le Noise
Le Noise — тридцать второй студийный альбом канадского автора-исполнителя Нила Янга, изданный в 2010 году.

## Об альбоме
Альбом был записан в Лос-Анджелесе и спродюсирован Даниэлем Ленуа, работавшим прежде с Бобом Диланом и U2. Название Le Noise можно рассматривать как каламбур на фамилию продюсера Lanois. Вышло сразу четыре чёрно-белых музыкальных видео, на песни «Angry World», «Hitchhiker», «Love And War» и «Walk With Me».. Композиция «Angry World» выиграла премию «Грэмми» в номинации «Лучшая рок песня», а сам Le Noise был номинирован в категории «Лучший рок альбом».

## Отзывы
Альбом был в целом положительно встречен критиками. Аллан Джонс из Uncut отметил «удивительное, почти пугающее своей красотой звучание гитары, разработанное Янгом и Ленуа». Журнал Rolling Stone поставил Le Noise на 20 место в списке 30-ти лучших альбомов 2010 года. Альбом занял 14 место в основном чарте Billboard 200 и 4 место в чарте рок-альбомов, а также 2 место в канадском альбомном чарте.

## Список композиций
| №  | Название                     | Длительность |
| -- | ---------------------------- | ------------ |
| 1. | «Walk With Me»               | 4:25         |
| 2. | «Sign of Love»               | 3:58         |
| 3. | «Someone's Gonna Rescue You» | 3:29         |
| 4. | «Love and War»               | 5:37         |
| 5. | «Angry World»                | 4:11         |
| 6. | «Hitchhiker»                 | 5:32         |
| 7. | «Peaceful Valley Boulevard»  | 7:10         |
| 8. | «Rumblin'»                   | 3:39         |